# What Happens Later
What Happens Later es una película de comedia romántica estadounidense de 2023 dirigida por Meg Ryan, escrita por Ryan, Steven Dietz y Kirk Lynn, y protagonizada por Ryan y David Duchovny. Fue estrenada por Bleecker Street el 3 de noviembre de 2023.

## Sinopsis
La película sigue a dos ex que, tras encontrarse cuando sus vuelos se retrasan debido a una tormenta de nieve, pasan la noche en el aeropuerto reviviendo su pasado.

## Reparto
- Meg Ryan como Willa
- David Duchovny como Bill

## Producción
Meg Ryan anunció por primera vez que la película estaba en desarrollo en una publicación de Instagram de mayo de 2022. Es el segundo largometraje de Ryan como directora, después de Ithaca de 2015, y también su primera película como actor desde Ithaca.
La película está basada en la obra de teatro Shooting Star de Steven Dietz de 2008. Está producida por Jonathan Duffy, Kelly Williams, Laura D. Smith y Kristin Mann.
El rodaje comenzó el 26 de octubre de 2022 en Bentonville, Arkansas.

## Estreno
La película estaba originalmente programada para estrenarse en cines el 13 de octubre de 2023, pero se trasladó al 3 de noviembre para evitar la competencia con la película del concierto de Taylor Swift Taylor Swift: The Eras Tour.